# DiskCryptor
DiskCryptor (dcrypt) ist eine freie Software (GPLv3) für Windows-Betriebssysteme zur Verschlüsselung von Festplatten und Wechseldatenträgern.
Es unterstützt derzeit Windows-NT-basierte Betriebssysteme ab Windows 2000 bis einschließlich Windows 10, für 32- und 64-Bit-Systeme.

## Funktionsweise
Zur Verschlüsselung können die symmetrischen Kryptosysteme AES 256, Twofish, Serpent oder auch Kaskaden daraus jeweils im XTS-Modus verwendet werden.
Bestehende Partitionen können an Ort und Stelle verschlüsselt werden.
Kennwörter können zwischengespeichert werden und verschlüsselte Datenträger werden per Voreinstellung automatisch eingebunden. Dadurch muss ein Kennwort nur einmal pro Sitzung eingegeben werden, um danach alle damit zugänglichen Datenträger automatisch öffnen zu können.

## Verschlüsselung der Systempartition
DiskCryptor ist das erste unter GPL stehende Programm zur vollständigen Verschlüsselung von (Windows-)Systempartitionen.
Bei verschlüsselten Systemen unterstützt es auch den Ruhezustand.
Das Kennwort zum Starten des Betriebssystems wird im eigenen Bootloader eingegeben (Pre-Boot Authentication), der auch auf externen Speichermedien liegen und von dort gestartet werden kann.
DiskCryptor unterstützt sowohl Windows- als auch Linux-Bootloader auf MBR und GPT/UEFI Speichermedien.

## Geschichte
Am 19. November 2007 erschien die erste öffentliche Version. Die Version 0.3 vom 17. Juli 2008 stellt die erste stabile Version dar.
Von Version 0.1 bis 0.4 wurde das Dateiformat von TrueCrypt verwendet. Mit Version 0.5 vom 26. Dezember 2008 wurde das Datenformat angepasst und inkompatibel zu dem von TrueCrypt. Bis Version 0.2 beta enthielt DiskCryptor auch TrueCrypt-Quellcode.
Das Programm wurde ab 2014 jahrelang nicht mehr weiterentwickelt.
Im Januar 2020 erfolgte die Wiederaufnahme der Fortentwicklung von DiskCryptor. Wichtigste Neuerung ist die Unterstützung des Bootloader für GPT Partitionierung in UEFI Systemen.